# Dunkirk (miasto)
Dunkirk – miasto w Stanach Zjednoczonych, w stanie Nowy Jork, w hrabstwie Chautauqua.